# Čačak
Čačak (en serbe cyrillique : Чачак) est une ville de Serbie située dans le district de Moravica. Au recensement de 2011, la ville intra muros comptait 72 148 habitants et le territoire métropolitain dont elle est le centre, appelé ville de Čačak (Град Чачак et Grad Čačak), 114 809.
Čačak est le centre administratif du district de Moravica.

## Géographie
Čačak se trouve dans l'Ouest de la Serbie, à 140 km au sud de Belgrade, à proximité de Gornji Milanovac. Son territoire couvre une superficie de 636 km2, constitué de trois ensembles principaux : un bassin sédimentaire dont l'altitude est comprise entre 200 et 300 m, une zone de moyenne montagne, vallonnée, entre 300 et 500 m d'altitude, et une zone de montagne avec des altitudes comprises entre 500 et 985 m. Les montagnes les plus élevées du secteur sont la Jelica, qui culmine au pic de la Crna stena à 929 m et qui sert de limite naturelle entre la région de Dragačevo et la vallée de Čačak, l'Ovčar, qui s'élève à 985 m, le Kablar, qui s'élève à 885 m et le Vujan, qui culmine au pic du Velik Vujan à 857 m. La Jelica et l'Ovčar font partie du groupe de montagne de Stari Vlah, dans la frange la plus orientale des Alpes dinariques.

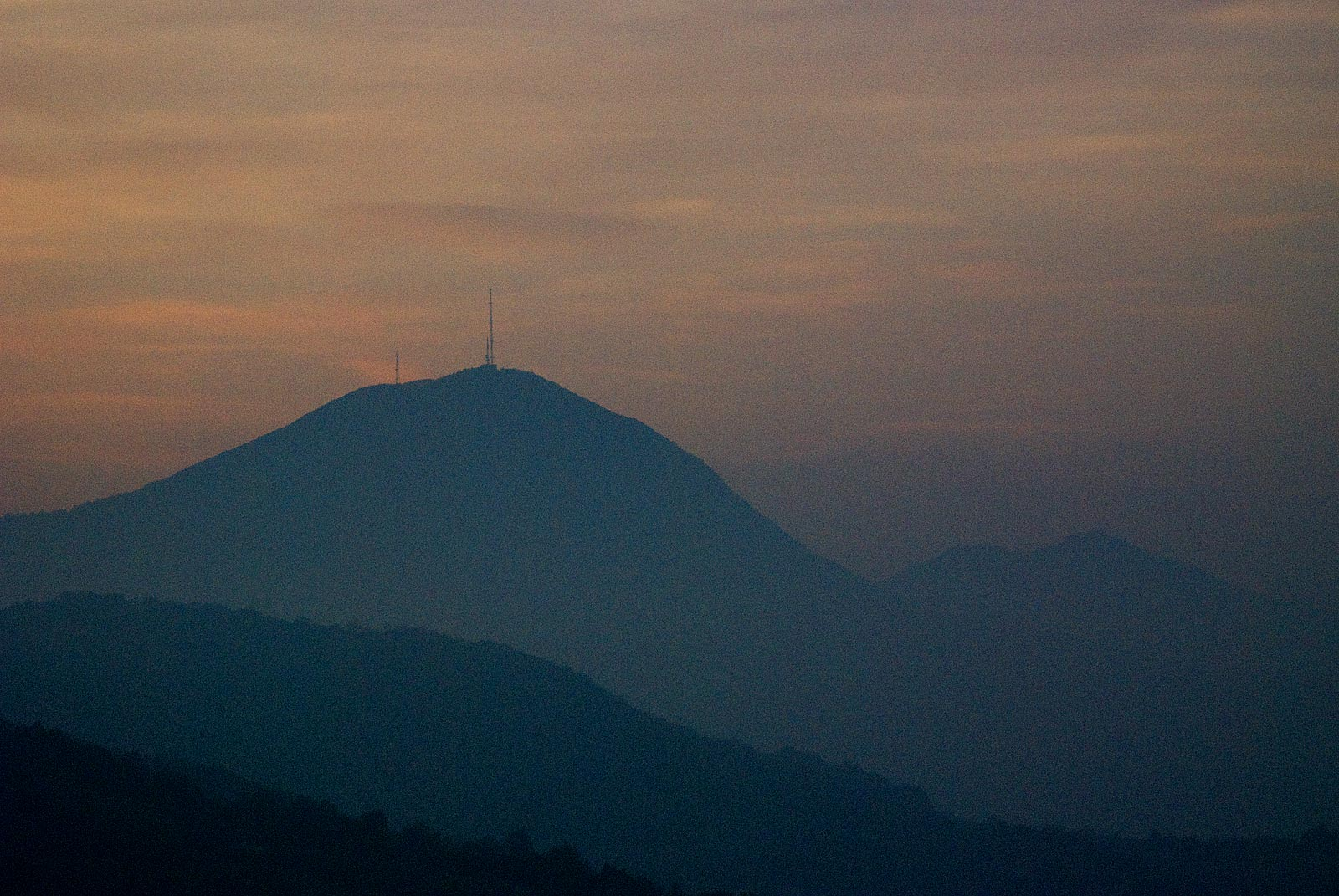
Le mont Ovčar, vu du village de Pridvorica

La Zapadna Morava est la rivière la plus importante du territoire de la ville. Dans certains secteurs de son parcours, elle forme des gorges, dont la plus célèbre est celle d'Ovčar-Kablar, où elle coule entre ces deux montagnes en formant des méandres particulièrement prononcés.
Le territoire de la ville est entouré par celui de la ville de Kraljevo et par la municipalité de Knić à l'est, par les municipalités de Gornji Milanovac au nord, par celle de Požega à l'ouest et par celle de Lučani au sud.

## Climat
Le climat de Čačak et de ses environs est de type continental modéré. La température moyenne annuelle y est de 10,47 °C, avec un taux d'humidité de 80,7 %. Les précipitations moyennes annuelles y sont de 692,9 mm. Le mois le plus chaud de l'année est le mois d'août, avec une température de 22,7 °C, et le mois le plus froid janvier, avec une température de 0,04 °C.
| Mois                                       | Janv  | Fév  | Mars | Avr  | Mai  | Juin | Juil | Août | Sept | Oct  | Nov  | Déc  | Année |
| ------------------------------------------ | ----- | ---- | ---- | ---- | ---- | ---- | ---- | ---- | ---- | ---- | ---- | ---- | ----- |
| Températures moyennes (°C)                 | -0,04 | 2,7  | 6,9  | 10,8 | 19,1 | 20,9 | 22,4 | 22,7 | 16,2 | 11,2 | 6,1  | 0,2  | 10,47 |
| Moyennes mensuelles de précipitations (mm) | 37,0  | 36,9 | 35,0 | 57,0 | 61,0 | 80,2 | 87,4 | 49,0 | 65,2 | 74,0 | 35,7 | 50,8 | 692,9 |

## Histoire

### De la Préhistoire au Moyen Âge

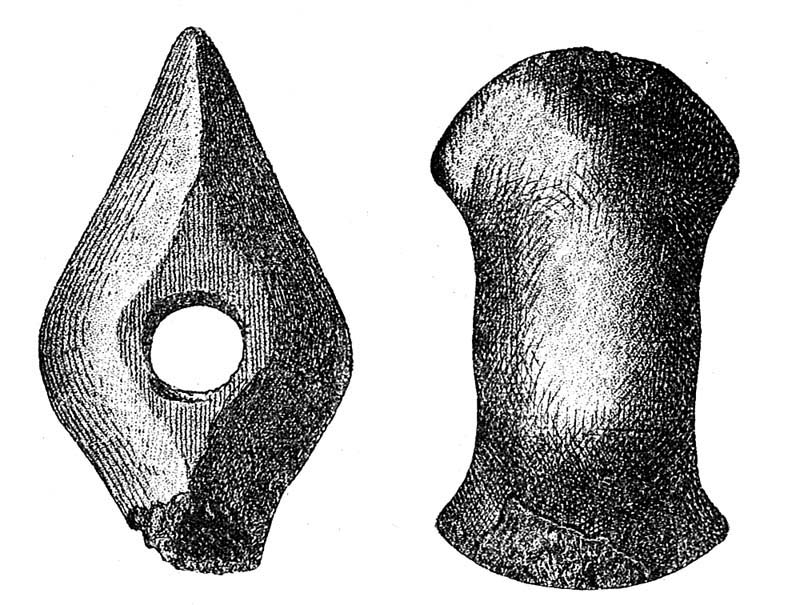
Un maillet de pierre retrouvé près de Čačak

Les plus anciennes découvertes archéologiques effectuées dans la région de Čačak remontent à l’âge de la pierre, entre 8 000 et 3 000 av. J.-C. On a aussi découvert des bijoux de l’âge du bronze et une sépulture datée de 500 av. J.-C. environ, sans doute destinée à des familles nobles si l’on en juge par la richesse des bijoux et des pièces de monnaie qu’on y a retrouvés.

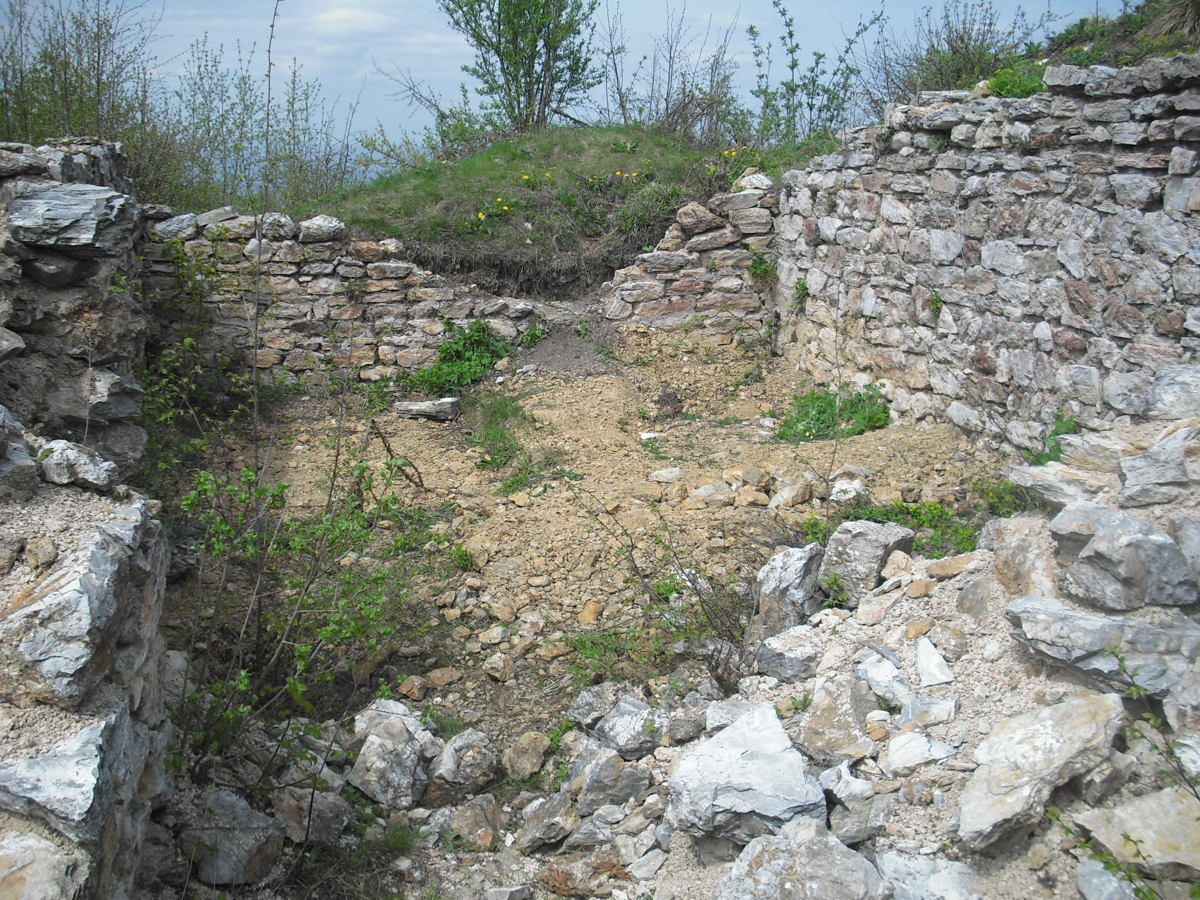
Ruines de la forteresse de Gradina sur le mont Jelica

Pendant la période romaine, du IIe siècle au Ve siècle, la région fit partie de la province de Dalmatie ; de cette période, elle conserve les vestiges de quelques domaines agricoles (villae rusticae), notamment des objets et du matériel agricole. Dans le centre de l'actuelle cité de Čačak ont été mis au jour les vestiges de thermes datant des IIe aux IVe siècles ; les diverses invasions qui marquèrent la fin de l'Empire romain d'Occident semblent avoir également provoqué le déclin de la localité. De fait, pendant la période byzantine, la forteresse de Gradina qui, située sur le mont Jelica, domine l'actuelle ville de Čačak, fut le centre administratif et religieux du secteur.
Les plus anciennes découvertes attestant dans la région la présence des Serbes remontent au Xe siècle ; elles ont été mises au jour dans la localité de Kulin, au pied du mont Kablar. À l’époque de Stefan Nemanja, entre 1168 et 1189, la région fut sous la domination de son frère Stracimir Nemanja, qui fonda non loin de là le monastère de Gradac. Čačak est mentionnée pour la première fois dans un document daté du 18 décembre 1408 figurant dans les archives de Dubrovnik.

### Période ottomane

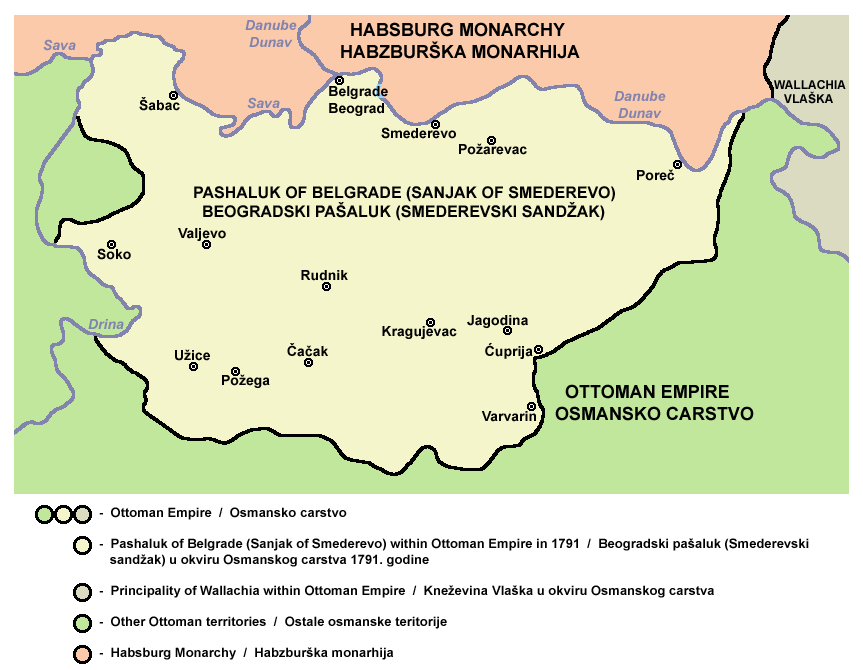
Čačak dans le sandjak de Smederevo (pachalik de Belgrade), 1791

Dès le XVe siècle, Čačak et sa région firent partie de l'Empire ottoman. En revanche, à partir de la fin du XVIIe siècle et notamment au moment de la grande guerre de Vienne, elles constituèrent un des centres de la guerre opposant les Habsbourg. En 1688, les armées autrichiennes, qui avaient envahi la Serbie, poussèrent jusqu’à Čačak en profitant du soulèvement des populations contre les Turcs. Mais deux ans plus tard, les Turcs vainquirent les Autrichiens et détruisirent toutes les positions rebelles de l'ouest de la Serbie. À la veille de la troisième guerre austro-turque (1716-1718), Čačak comptait 150 foyers. Les Autrichiens, qui s'emparèrent de la ville à l'automne 1717, la décrivent alors comme un « lieu dépeuplé et désolé » ; la ville resta autrichienne à la suite du traité de Passarowitz qui mit fin à la guerre mais, en février 1738, les Ottomans lancèrent une nouvelle offensive au cours de laquelle la ville fut reprise et brûlée. Les représailles turques conduisirent alors une grande partie de la population de la région à franchir la Save et le Danube et à se réfugier en terre autrichienne. Après cette grande migration, des populations venues du Monténégro, d'Herzégovine, de Bosnie ou de la région de Stari Vlah vinrent s'installer dans le secteur .
Au printemps 1804, au cours du premier soulèvement serbe contre les Ottomans, Čačak fut libérée par les insurgés de Karageorges. En 1808, la localité comptait 250 habitants. Après l'échec relatif de cette première rébellion, les Turcs reprirent en main Čačak et sa région en 1813. Les représailles exercées contre la population provoquèrent un soulèvement en septembre 1814. Cet événement connu sous le nom de révolte de Hadži Prodan, d'après son chef Hadži Prodan Gligorijević (1760-1825), eut comme centre le village de Trnava près de Čačak ; elle fut sévèrement réprimée par les Turcs.
Le second soulèvement serbe contre les Turcs, conduite par Miloš Obrenović, commença à Takovo au printemps 1815 et engagea une grande partie de la Serbie. La grande bataille de Čačak (en serbe : Velika bitka na Čačku) eut lieu du 25 avril au 13 juin ; le commandant en chef turc, Imšir-pacha, y trouva la mort et une grande partie de l'armée turque du pachalik de Belgrade y fut décimée.
Après ce second soulèvement, qui conduisit à l'autonomie de la principauté de Serbie, Čačak devint le siège d'une nahija (un district). Et, après le départ définitif des Turcs de la ville, au début des années 1830, la ville comptait environ 900 habitants.

### XIXeetXXesiècles
Après le départ des Ottomans, l'église construite au XIIe siècle par le frère de Stefan Nemanja et convertie en mosquée, fut de nouveau transformée en église en 1834. Un lycée fut ouvert en 1837 et des édifices de style balkanique, comme le konak de Jovan Obrenović furent construits au centre-ville lors du premier règne du prince Miloš Obrenović. Au milieu du XIXe siècle, Čačak comptait 1 500 habitants.
Après l'indépendance de la Serbie, reconnue par le traité de Berlin en 1878, la ville bénéficia de l'essor économique du pays et elle devint un des grands centres d'échange de produits agricoles pour l'ouest de la Serbie. Avec le développement économique, la population augmenta rapidement : la ville comptait 2 290 en 1874, 3 869 en 1890, 4 232 en 1900 et 5 671 en 1910. Le premier train entra dans la cité en 1911.
La Première Guerre mondiale vit Čačak engagée contre l’armée austro-hongroise. Les forces étaient disproportionnées : un soldat serbe contre trois autrichiens, mais la ville résista. Les pertes furent élevées et les survivants furent ruinés. Après trois ans d'occupation, la ville fut libérée le 25 octobre 1918. Après la guerre, Čačak reprit son développement économique dans le cadre plus vaste du royaume des Serbes, Croates et Slovènes qui, en 1929, devint le royaume de Yougoslavie. La ville connut une première période d'industrialisation, notamment avec l'ouverture de l'Institut technico-militaire créé en 1930, qui employait 1 000 ouvriers, et la création de l'usine de papier, elle aussi créée en 1930, qui employait 200 ouvriers. En 1921, les particuliers furent alimentés en électricité. Parallèlement, la population continua à augmenter, de 5 000 après la guerre à environ 13 000 habitants en 1941.
Pendant la Seconde Guerre mondiale, en 1941, Čačak et ses environs furent le théâtre d'une lutte entre les Partisans communistes de Tito et les Tchetniks royalistes de Draža Mihailović. En 1944, Čačak devient célèbre à cause de la bataille contre la 7e division SS de volontaires de montagne Prinz Eugen ; cette division de SS était composée d’Allemands d’origine balkanique ; ils connaissaient ainsi parfaitement le territoire et la langue. Mais ils furent battus par les Partisans de Tito. La ville fut libérée le 4 décembre 1944.

## Localités de la ville de Čačak

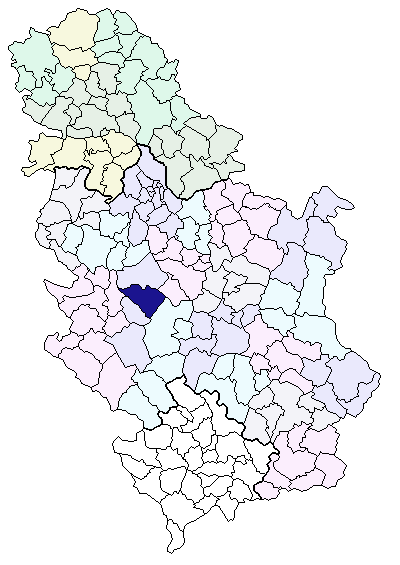
Localisation de la municipalité de Čačak en Serbie

La ville de Čačak (ex-municipalité) compte 58 localités :
| - Atenica - Baluga (Ljubićska) - Baluga (Trnavska) - Banjica - Beljina - Bečanj - Brezovica - Bresnica - Vapa - Vidova - Viljuša - Vranići - Vrnčani - Vujetinci - Goričani | - Gornja Gorevnica - Gornja Trepča - Donja Gorevnica - Donja Trepča - Žaočani - Zablaće - Jančići - Ježevica - Jezdina - Katrga - Kačulice - Konjevići - Kukići - Kulinovci - Lipnica | - Loznica - Ljubić - Međuvršje - Milićevci - Miokovci - Mojsinje - Mrčajevci - Mršinci - Ovčar Banja - Ostra - Pakovraće - Parmenac - Petnica - Preljina - Premeća | - Pridvorica - Prijevor - Prislonica - Rajac - Rakova - Riđage - Rošci - Slatina - Sokolići - Stančići - Trbušani - Trnava - Čačak |

En application de la loi sur l'organisation territoriale de la république de Serbie, votée le 28 décembre 2007, Čačak a obtenu le statut officiel de ville ou cité (en serbe, au singulier : Град et Grad ; au pluriel : Градови et Gradovi). Toutes les autres localités de la municipalité sont considérées comme des villages (село/selo).

## Démographie

### Čačakintra muros

#### Évolution historique de la population
| 1948   | 1953   | 1961   | 1971   | 1981   | 1991   | 2002   | 2011   |
| ------ | ------ | ------ | ------ | ------ | ------ | ------ | ------ |
| 18 808 | 24 020 | 39 964 | 49 422 | 62 258 | 70 475 | 73 217 | 72 148 |

## Religion
Sur le plan religieux, la ville de Čačak est essentiellement peuplée de Serbes orthodoxes. Čačak et sa région relèvent de l'éparchie de Žiča (en serbe cyrillique : Епархија жичка), qui a son siège au monastère de Žiča, près de Kraljevo.

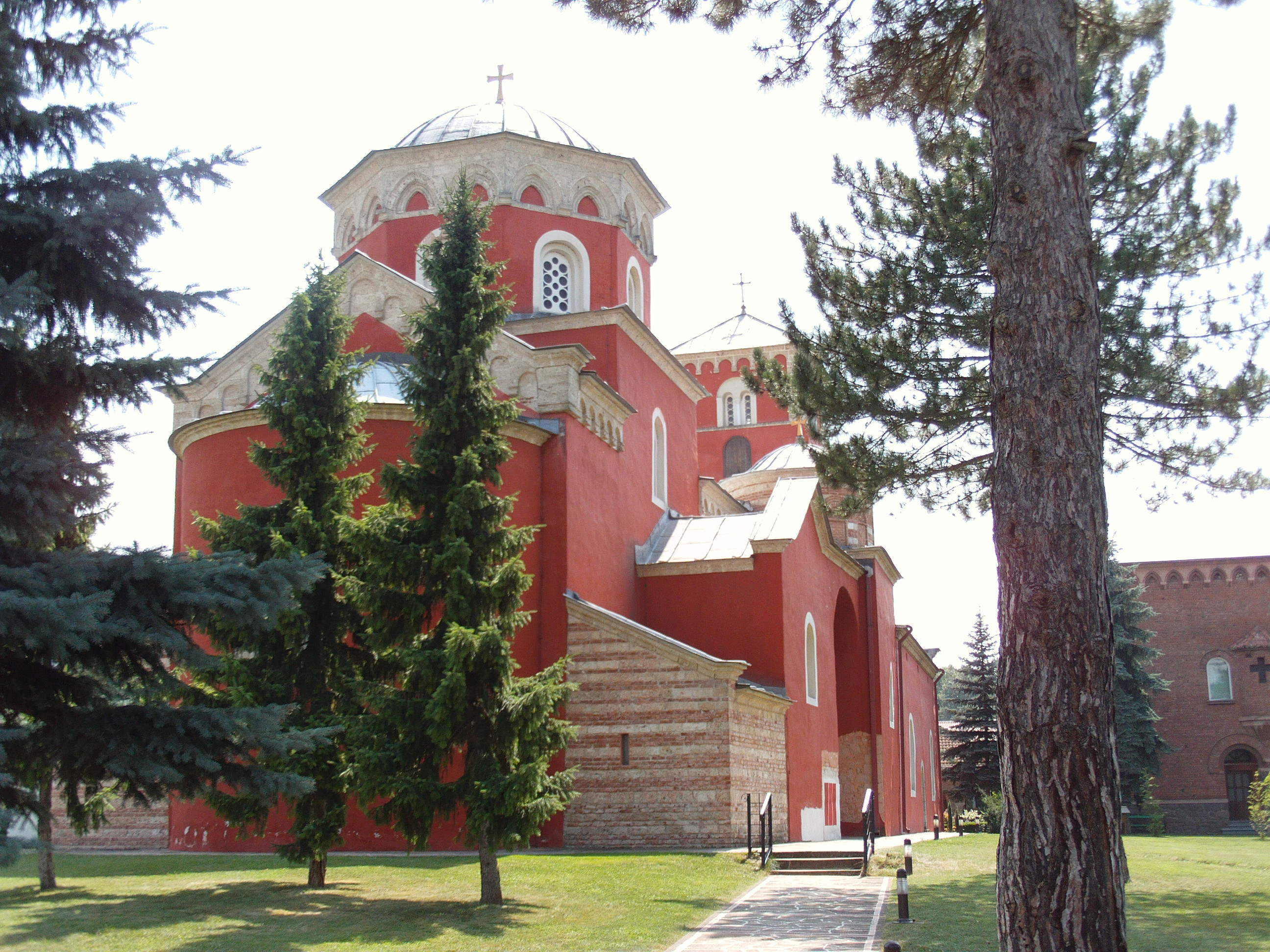
Le monastère de Žiča, siège de l'éparchie de Žiča

## Politique

### Élections locales de 2004
À la suite des élections locales serbes de 2004, les 75 sièges de l'assemblée municipale de Čačak se répartissaient de la manière suivante :
| Parti                        | Sièges |
| ---------------------------- | ------ |
| Nouvelle Serbie              | 19     |
| Parti démocratique           | 14     |
| Parti socialiste de Serbie   | 13     |
| Parti radical serbe          | 8      |
| G17 Plus                     | 5      |
| Parti démocratique de Serbie | 5      |
| Mouvement serbe du renouveau | 4      |
| Mouvement Force de la Serbie | 4      |
| Liste « Pour Čačak »         | 3      |

Velimir Stanojević, membre du parti Nouvelle Serbie, a été élu président (maire) de la municipalité de Čačak.

### Élections locales de 2008
En tant que ville (en serbe : Град et Grad), Čačak est dotée d'un maire (gradonačelnik) à part entière élu pour quatre ans, qui exerce des fonctions représentatives et exécutives, ainsi que d’un gouvernement ou conseil municipal (en serbe : gradsko veće). Une assemblée municipale (skupština grada), composée de 75 membres, est élue pour quatre ans en même temps que le maire ; elle représente le pouvoir législatif de la ville.
À la suite des élections locales serbes de 2008, les 75 sièges de l'assemblée municipale se répartissaient de la manière suivante, :
| Parti                                                           | Sièges |
| --------------------------------------------------------------- | ------ |
| Nouvelle Serbie                                                 | 18     |
| Pour un Čačak européen                                          | 18     |
| Parti radical serbe                                             | 12     |
| Parti socialiste de Serbie - Parti des retraités unis de Serbie | 9      |
| G17 Plus - Parti libéral-démocrate                              | 8      |
| Parti démocratique de Serbie                                    | 6      |
| Liste « Pour Čačak »                                            | 4      |

Velimir Stanojević a été élu maire (en serbe : gradonačelnik) de la ville de Čačak. Veljko Negovanović, membre du Parti socialiste de Serbie, a été élu président de l'assemblée municipale.

## Culture

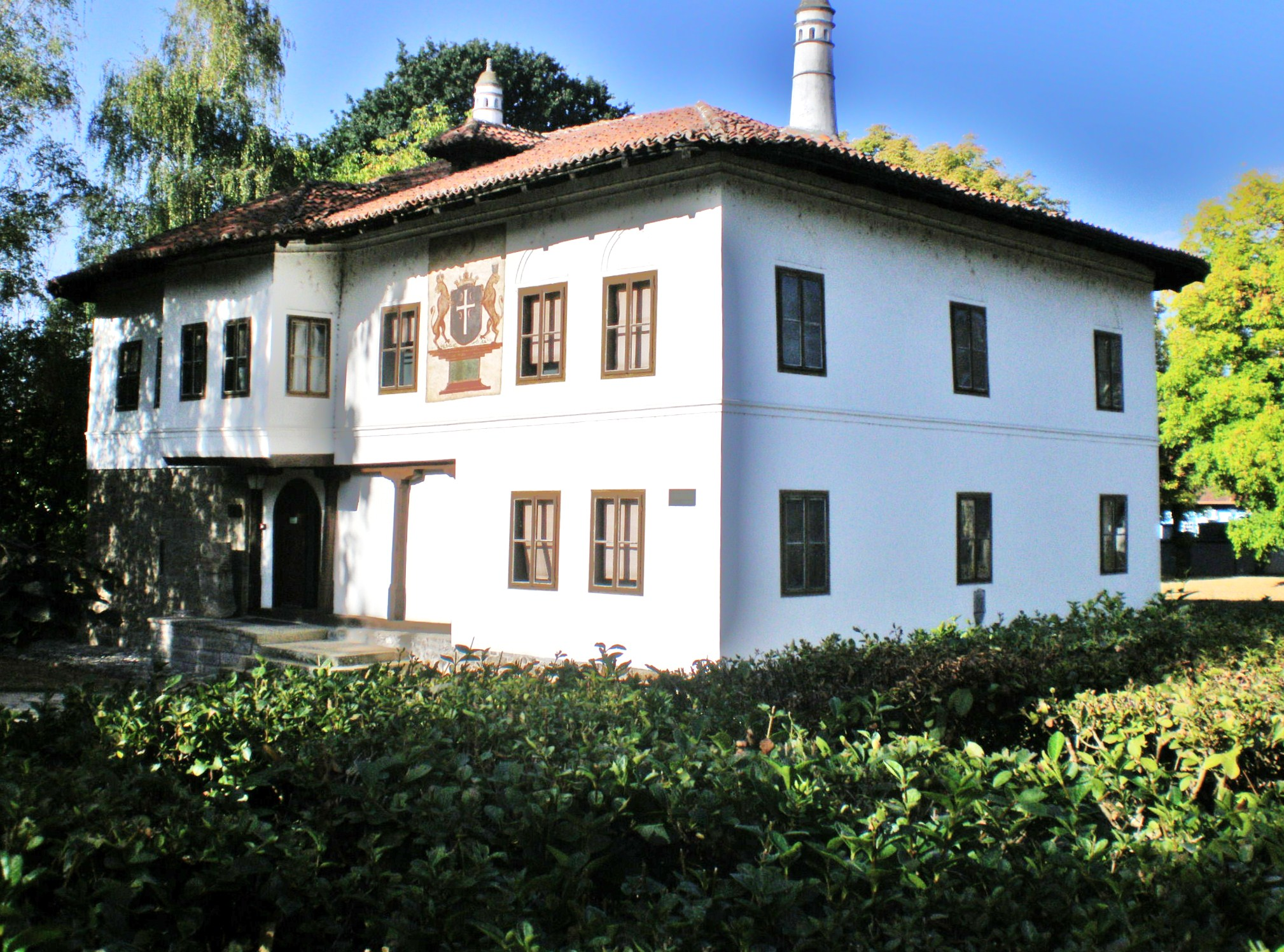
Le musée national de Čačak

L'institution culturelle la plus ancienne de Čačak est la Bibliothèque municipale Vladislav Petković Dis (en serbe : Gradska biblioteka Vladislav Petković Dis), dont l'origine remonte à 1848 ; elle abrite aujourd'hui environ 150 000 ouvrages divers, dont un fonds de 60 000 ouvrages de littérature antique, médiévale, moderne et contemporaine et un fonds de 35 000 publications pour les enfants et plus de 20 000 publications scientifiques ; elle possède également un fonds de livres en français et en allemand. Le musée national de Čačak (Narodni muzej Čačak) a été créé en 1952 et installé dans le konak de Jovan Obrenović, un bâtiment construit en 1835 dans un style typiquement balkanique. Il abrite environ 15 000 pièces liées à l'archéologie, à l'histoire, à l'ethnologie, ou aux Beaux-Arts ; il possède également une bibliothèque, riche d'environ 8 000 livres, ainsi que 500 manuscrits. La Galerie d'art Nadežda Petrović (Umetnička galerija Nadežda Petrović), créée en 1961, présente une collection de peintures, dont un ensemble de 46 œuvres réalisées par Nadežda Petrović, une artiste peintre née à Čačak, et par ses contemporains ; elle abrite également une section d'art contemporain, dont une partie est notamment consacrée à la peinture yougoslave de la seconde moitié du XXe siècle. La Galerie d'art Risim (metnička galerija Risim), consacrée au souvenir de Bogić Risimović, né en 1926 à Čačak, dépend de la Galerie Nadežda Petrović. la Maison de la culture (Dom kulture Čačak) a été créée en 1971 et organise des représentations théâtrales, des concerts, des spectacles de danse, des projections cinématographiques et toutes sortes de manifestations culturelles. Les Archives historiques intercommunales de Čačak (Međuopštinski istorijski arhiv u Čačku) , dont l'origine remonte à 1948, rassemble tous les documents officiels de la région, que ce soit ceux des organismes institutionnels, des entreprises, des associations et organismes divers ou des fonds individuels et familiaux.
Parmi les manifestations culturelles organisées dans la ville et dans ses environs, on peut citer le Svetosavski koncert, organisé en janvier par l'association culturelle Dule Milosavljević dans la grande salle de la Maison de la culture, le Mot imprimé (en serbe : Štampana reč), organisé par la Bibliothèque Vladislav Petković Dis en janvier, où l'on présente les derniers ouvrages imprimés à Čačak, ou le Festival du maque (Festival maske), qui a lieu en février-mars, à la veille du Carnaval. En mars-avril a lieu le Printemps de Dis, une manifestation poétique organisée par la bibliothèque en l'honneur de Vladislav Petković Dis ; cette manifestation est accompagnée de l'exposition d'art des Annales du printemps (Prolećni anale). Le Festival de la communication visuelle (Festival vizuelne komunikacije) présente des projets et des réalisations publicitaires (affiches, panneaux, publicités dans les journaux, etc.). L'Été culturel de Čačak (Kuklturno leto u Čačak) propose pendant sept jours des concerts, des spectacles, des expositions d'art et des spectacles pour les enfants. La biennale mémoriale des arts Nadežda Petrović (Bijenale memorijal Nadežda Petrović) ou le Festival du film d'animation (Festival animiranog filma) constituent également, parmi d'autres, des moments forts de la vie culturelle de Čačak.
Plusieurs autres manifestations, folkloriques ou locales, sont encore organisées, comme le Gastrofest, le « Festival des gastronomes », qui émane des restaurants de la ville, le Chaudron d'or (Zlatni kotlić Čačka), un concours de cuisine, la Foire au miel et aux fruits (Sajam meda, voća i cveća), qui a lieu en septembre, la Kupusijada de Mrčajevci, organisée par l'Office du tourisme qui mêle concours de cuisine, présentation de produits de l'agriculture locale et expositions artisanales, ou encore la Reine de la Šumadija (Šumadijska kraljica), où l'on présente les meilleurs alcools de la région.

## Architecture et urbanisme

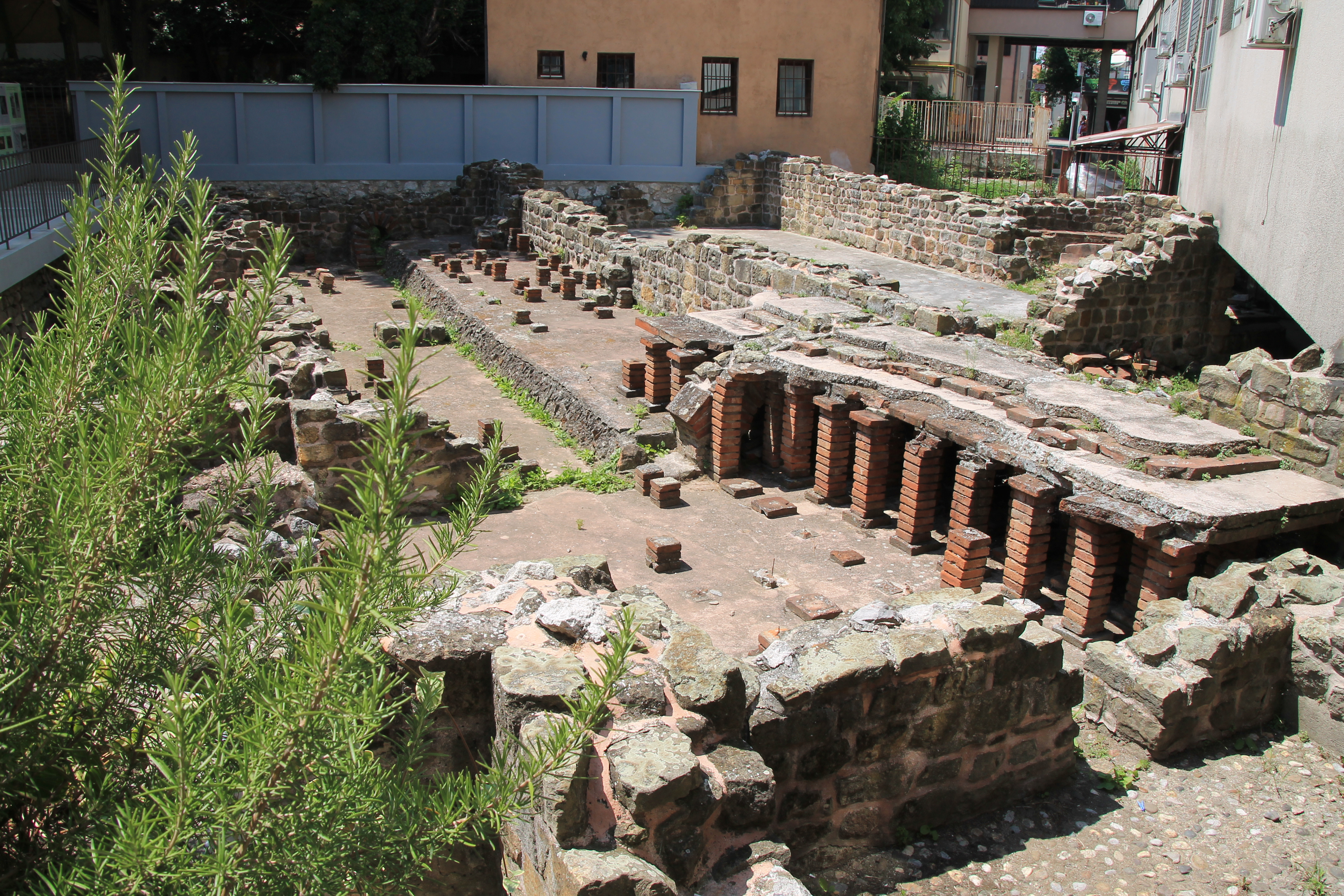
Thermes romains

Čačak est l’une de ces villes au riche passé, avec une histoire ininterrompue d’habitation. De nombreuses cultures s’y sont développées, laissant des traces durables dans sa structure urbaine et l’enrichissant d’objets archéologiques. Parmi eux, les thermes romains constituent le premier témoignage matériel de l’histoire de la ville, datant du IVe siècle après J.-C., à l’époque où cette région faisait partie de la province romaine de Dalmatie. Ces vestiges illustrent le développement culturel de la région bien avant l’arrivée des Serbes.

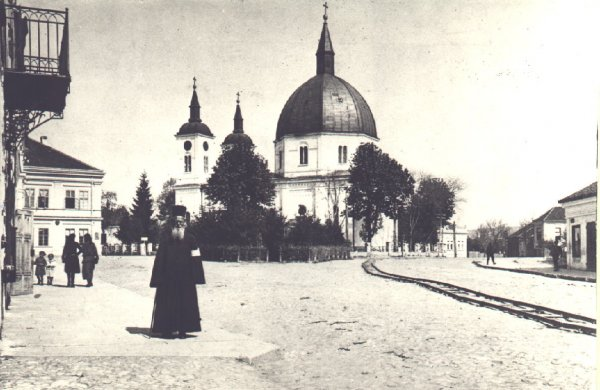
Vieille Čačak - l'église

La première mention écrite d’un bâtiment à Čačak apparaît dans le Typikon de Studenica (1207-1215), qui fait référence à l’église Notre-Dame de Gradac. Construite par Stracimir et dédiée à l’Ascension du Christ, elle se trouvait à l’emplacement actuel de l’église de Čačak.
La structure urbaine de Čačak s’est développée de manière organique, sans plan préétabli, influencée à la fois par les conditions naturelles et l’intervention humaine. Les vestiges des époques médiévales et antiques ne permettent pas de reconstituer précisément l’organisation de la ville, mais ils en suggèrent l’ampleur approximative lors de ses premières expansions.

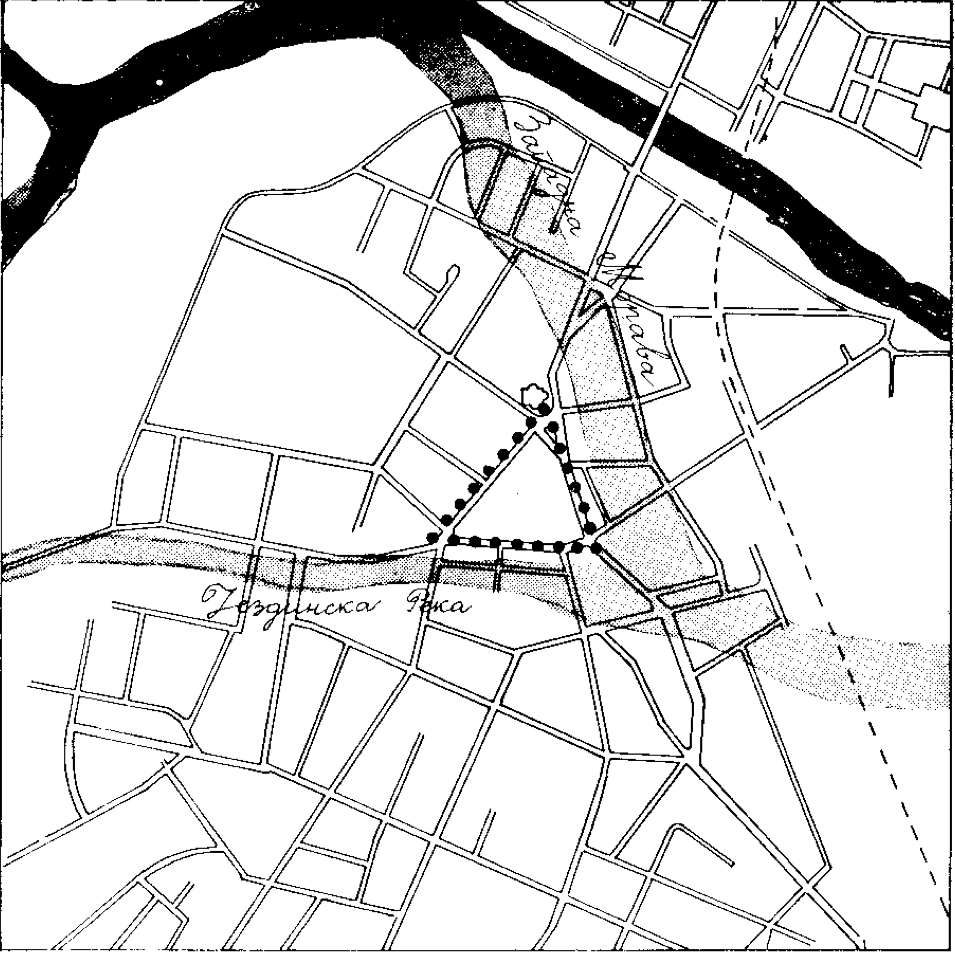
Le bloc triangulaire - au milieu du XIXe siècle, la rivière Morava Occidental se rapprochait beaucoup du centre-ville, passant juste à l'est de l'église.

La configuration actuelle de Čačak a pris forme au XIXe siècle, en deux phases principales. La première, sous le règne du prince Miloš Obrenović, a vu le développement du centre-ville autour de l’église, avec une place située à l’angle sud-est d’un bloc triangulaire. La seconde phase, dans la deuxième moitié du siècle, correspond à une période de croissance économique. Les premiers bâtiments industriels sont apparus, et les anciennes structures publiques traditionnelles ont été remplacées par une architecture plus durable et éclectique. Des exemples notables incluent le Konak du gospodar Jovan pour la première phase et le bâtiment de l'administration du district à Čačak pour la seconde. Cependant, de nombreux bâtiments du XIXe siècle, construits avec des matériaux fragiles, ont été remplacés à la fin du XIXe et au début du XXe siècle par des structures plus solides. Malgré ces transformations, le modèle urbain établi a été en grande partie respecté. Cette époque a vu l’essor des boutiques et des ateliers d’artisans au centre-ville, tandis que les habitations, entourées de jardins et de cours, s’étendaient vers la périphérie.
Le premier plan d’urbanisme complet de Čačak, élaboré en 1860 par l’ingénieur Dragoljub Urgičić, n’a pas été conservé. Le deuxième plan, achevé en 1893 par les ingénieurs Svetozar Jovanović et Stanislav Kučevski, constitue le premier plan d’aménagement détaillé de la ville. Ce document, précieux pour comprendre l’évolution de l’urbanisme à Čačak et en Serbie à la fin du XIXe siècle, reflète une approche conservatrice visant à préserver l’organisation existante tout en favorisant une croissance ordonnée.
Les cartes postales du début du XXe siècle représentent Čačak comme une silhouette ouverte et tentaculaire dans un bassin pittoresque, où ses formes irrégulières s’harmonisent avec les tracés des routes et les bandes de verdure environnantes.
En conclusion, les rues de Čačak au début du XXe siècle possédaient une ambiance singulière, pleine de potentiel pour des transformations futures qui continueraient de façonner le paysage urbain serbe.

### Vieux bâtiments et monuments culturels

#### La seconde moitié du 19e siècle
- Maison Erić
- Bâtiment de l'administration du district
- Maison de Milan Bata Janković

#### La première moitié du 20e siècle
- Maison Aćimović
- Maison des enseignants
- Bâtiments résidentiels situés 7 et 9 rue Gospodar Jovanova
- Maison d'Aleksa Pušeljić

### Bâtiments religieux
- Église de l'Ascension

## Sport

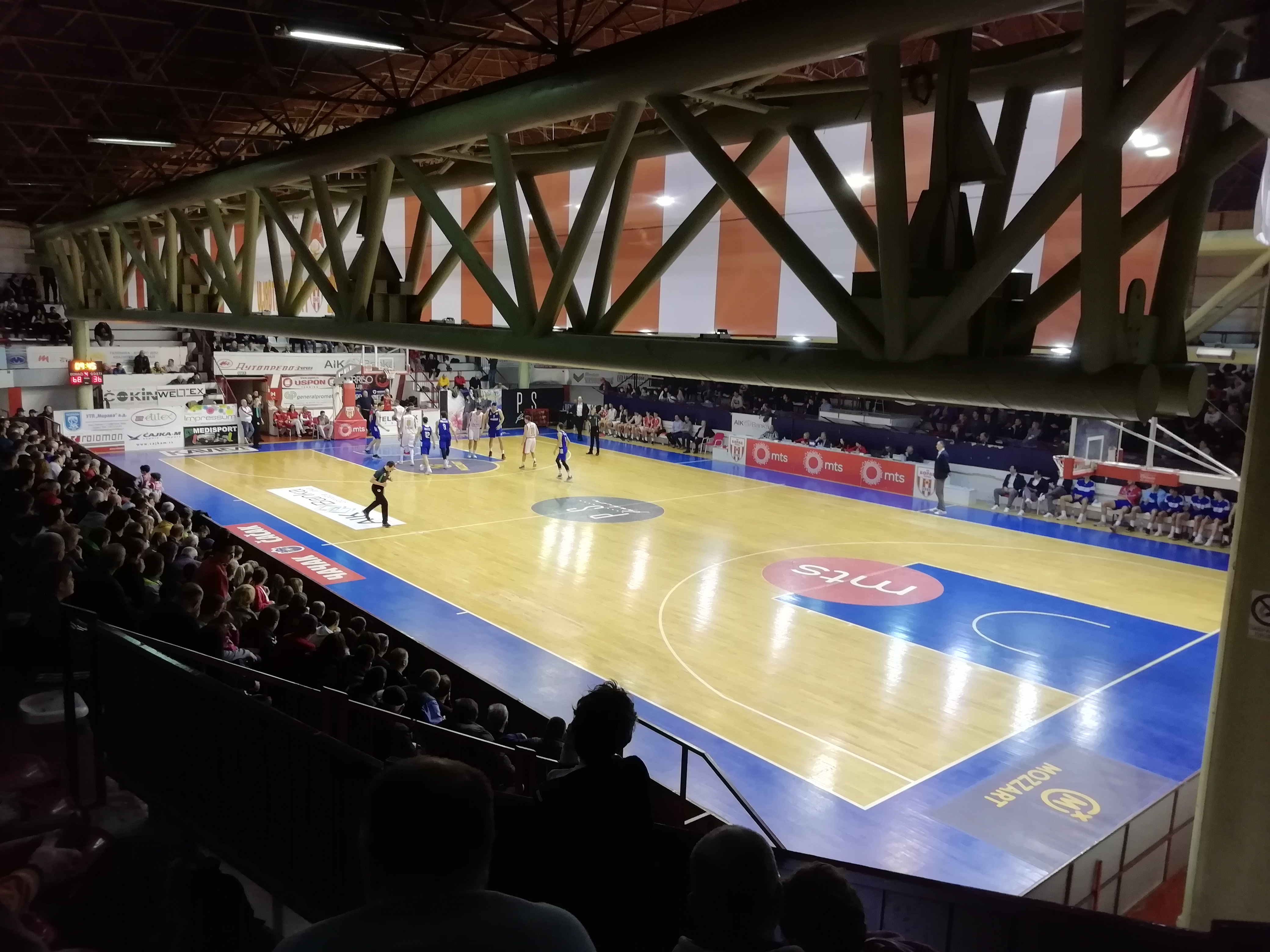
La Hala Borca

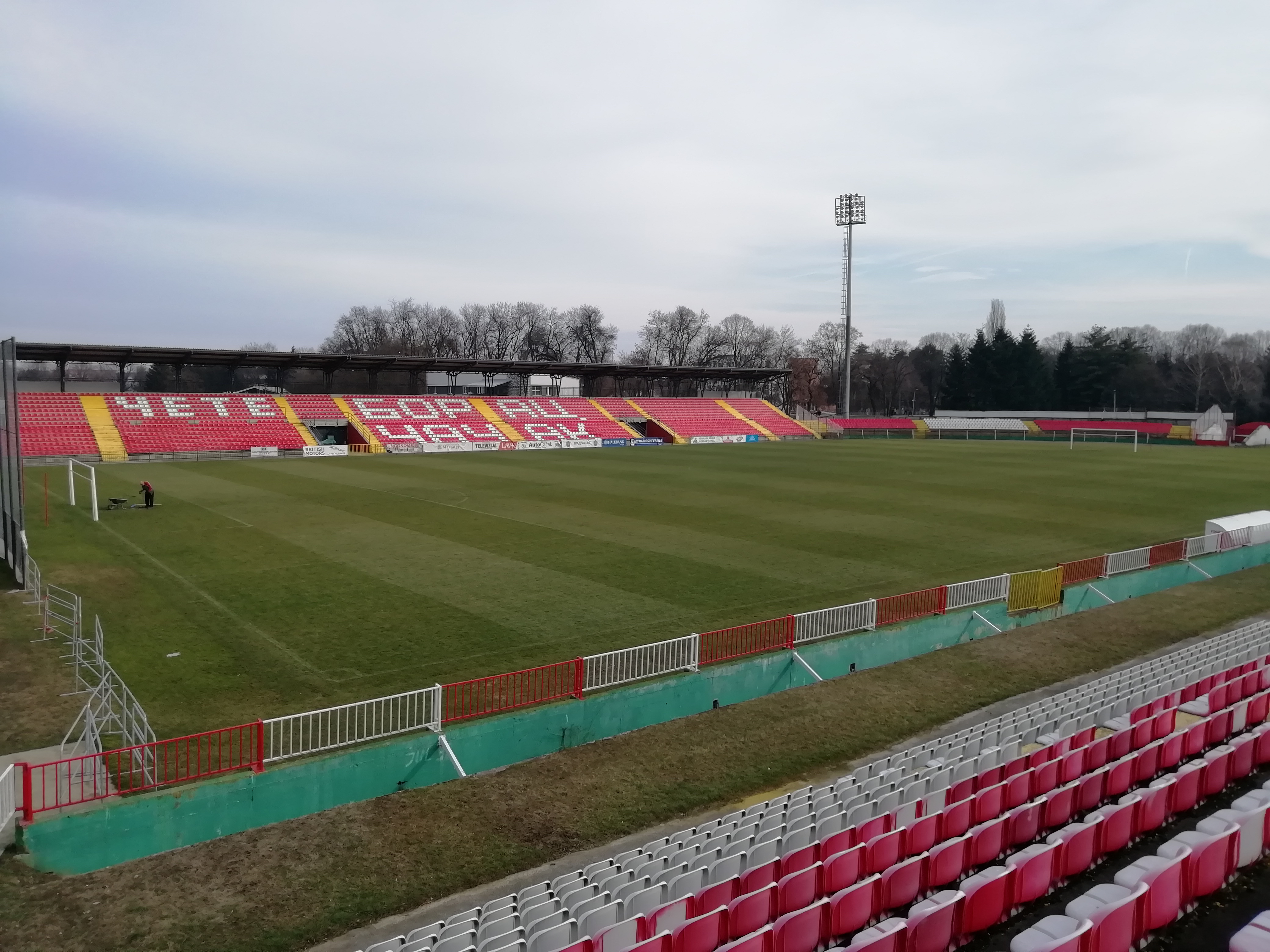
Le Stade du FK Borac

Čačak et sa région abritent une cinquantaine de clubs sportifs, dans les domaines les plus variés. La ville possède plusieurs clubs de football, dont le FK Borac Čačak, créé en 1926 et qui anime une école de football ; d'autres clubs représentent le football dans la cité, comme le FK Sloboda Čačak, créé en 1949, le FK Autoprevoz ou le FK Remont, tandis que d'autres sont situés sur le territoire de la ville, comme le FK Polet à Ljubić, le FK Polet à Trbušani, le FK Orlovac à Mrčajevci, le FK Omladinac à Zablaće et le FK Mladost à Atenica. Dans le domaine du basket-ball, le KK Borac Čačak est le club le plus important de la ville ; il est le club de Željko Obradović, un de ses joueurs les plus marquants ; créé en 1945, il participe au championnat de Serbie de basket-ball. Parmi les autres sports représentés, on peut encore citer le handball, le volley-ball, tennis, la natation, le tir et l'équitation mais surtout les arts martiaux et les sports de contact, et notamment le kick boxing et le karaté, représentés par le Karaté club Borac, créé en 1978. L'alpinisme, la chasse ou la pêche sportive sont également présents dans la ville.
Parmi les installations sportives de la ville, on peut citer le Stade du FK Borac, construit en 1958, qui peut accueillir 5 000 spectateurs. La Hala Borca kraj Morave (en serbe cyrillique : Хала Борца крај Мораве), la Salle Borac près de la Moravac, souvent appelée Salle de la Morava, est l'installation couverte la plus importante de la ville ; construite en 1969, elle a été rénovée en 2008 et peut accueillir entre 2 500 et 4 000 spectateurs ; on y organise des matchs de basket-ball ou des compétitions de karaté, ainsi que des concerts, des concours de danse et d'autres manifestations culturelles et sportives.
De très nombreuses manifestations sportives se déroulent dans la ville ou sur son territoire, parmi lesquelles on peut citer le Championnat international de karaté Ceinture d'or (Međunarodni šampionat Zlatni pojas), qui a lieu en avril, et le tournoi de Karaté du Čačak Open (Karate turnir Čačak Open), qui se déroule pendant la première semaine de juin. La course cycliste appelée Classique de Čačak (Čačak Classic) a lieu en mai, le tournoi de tennis du Čačak Open (Teniski turnir Čačak Open), organisé par le Teniski Klub Sloboda, en juin, le tournoi de basket Predrag Vučićević Prevo (Basket turnir Predrag Vučićević Prevo) en juin-juillet et le tournoi de football Zoran Maksimović (Fudbalski turnir Zoran Maksimović) en août. La Régate de la Morava (Moravska regata) est organisée le troisième samedi de juin et la Régate d'Ovčar-Kablar (Ovčarsko-Kablarska regata) en juillet.

## Éducation
Čačak et son territoire métropolitain possèdent 17 établissements d'enseignement préscolaire (en serbe : Predškolske ustanove), parmi lesquels 11 sont situés dans la ville intra muros et 6 dans la ville, dont un à Ljubić, un à Prijevor et un à Slatina. Dix-huit écoles élémentaires (osnovne škole) sont situées dans la cité même ou dans ses environs.
Parmi les établissements d'études secondaires (srednje škole), le lycée de Čačak (Gimnazija Čačak), dédié à Vuk Stefanović Karadžić, a été créé en 1837 ; des personnalités comme l'actuel patriarche de l'Église orthodoxe serbe Irénée de Nis ou, à des dates plus anciennes Branko V. Radičević, Tatomir Anđelić, Momčilo Nastasijević, Milan Stojadinović et Bora Đorđević, en ont suivi les cours. L'école d'Économie (Ekonomska škola) remonte à 1948 ; l'école de génie mécanique et des transports (Mašinsko-saobraćajna škola) remonte à 1903 ; l'école secondaire de médecine (Medicinska škola) a été créée en 1958 ; le lycée de l'hôtellerie et de la restauration (Prehrambeno-ugostiteljska škola) a été créé en 2002. La ville abrite également une école secondaire technique (Tehnička škola).»
Čačak accueille quelques établissements d'études supérieures, dont la Faculté de technologie ou la Faculté d'agronomie, créée en 1978, qui dépendent de l'université de Kragujevac. L'école supérieure de technologie (Visoka tehnička škola strukovnih studija - Čačak) est également située dans la ville.
Du 13 au 20 juillet 2019, la ville a accueilli le congrès international des enseignants d’espéranto, organisé par la ligne internationale des enseignants d’espéranto (ILEI).
Les 18 et 19 juillet 2019, s’est déroulée la conférence internationale « Apprentissage en communautés virtuelles » à la faculté des sciences techniques avec des participants venant de 23 pays.

## Économie
Le territoire appelé ville de Čačak couvre une superficie de 636 km2, dont 440 km2 sont dévolus à l'agriculture et, parmi ces 440 km2, 394 sont constitués de terres arables ; les forêts couvrent une superficie de 167 km2.
Parmi les entreprises les plus importantes de la ville figure la société Sloboda (« Liberté »), créée en 1948, qui produit des équipements électroménagers. Fabrika reznog alata (FRA), créée en 1953, fabrique des outils en métaux super durs ou en céramique comme des forets, des alésoirs, des fraises, des tarauds ou des broches destinés à l'industrie et vendus sur les cinq continents. L'entreprise DP Fabrika termotehničkih uređaja i montaža CER, créée elle aussi en 1953, fabrique notamment des dispositifs thermiques en céramique et des structures métalliques. Progres Inženjering, créée en 1979 et privatisée en 1993, produit des machines et des équipements pour le secteur thermotechnique ; elle travaille aussi dans le domaine de la gazéification. La société Cini, créée en 1977 et aujourd'hui privatisée, fabrique des systèmes et des appareils de chauffage, notamment des radiateurs électriques et des radiateurs en aluminium.
Tehnički remontni zavod (TRZ) travaille d'abord pour l'armée de Serbie, assurant la maintenance et la réparation de ses technologies de combat (véhicules, machines, systèmes de transmission, etc.) ; elle assure également la maintenance des véhicules de transport de la NIS, l'Industrie pétrolière de Serbie, sous le contrôle de l'État.
Prvi maj (« Premier mai ») est une holding dont l'origine remonte à 1956 et qui travaille dans le domaine de l'industrie chimique, notamment orientée vers le secteur de la construction ; par l'intermédiaire de ses filiales, elle propose de la colle liquide, des adhésifs, des mortiers de lissage, de la peinture ou encore des isolants. Ilijak fabrique des savons et autres tensioactifs pour l'industrie et des adhésifs, notamment à base d'amidon et de dextrine. La société Moka, créée en 1994, travaille dans le secteur agroalimentaire ; elle fabrique et distribue du café et des produits dérivés du café mais aussi des produits boulangers.
Čačak est également le siège de la Čačanska banka, une banque qui opère principalement dans l'ouest et le centre de la Serbie ; elle figure parmi les entreprises entrant dans la composition du BELEXline, l'un des trois indices de la Bourse de Belgrade.

## Tourisme
L'essentiel de l'hébergement touristique s'effectue à Čačak intra muros ou dans la station thermale d'Ovčar Banja.
Le territoire de la ville de Čačak, notamment en raison de son relief montagneux, offre des possibilités pour les amateurs de randonnée ou de promenades. L'association Klabar (Planinarsko društvo Kablar Čačak), créée en 1951, organise des randonnées, ainsi que des activités dans le domaine de la spéléologie, de l'alpinisme ou du ski. La chasse est encadrée notamment par l'association Čačak (en serbe : Lovačko udruženje Čačak), qui gère une zone de 30 012 ha ; le secteur abonde en lièvres, faisans et perdrix. La pêche sportive est également possible dans la Zapadna Morava notamment par l'intermédiaire des associations de pêcheurs Gradac et Morava.

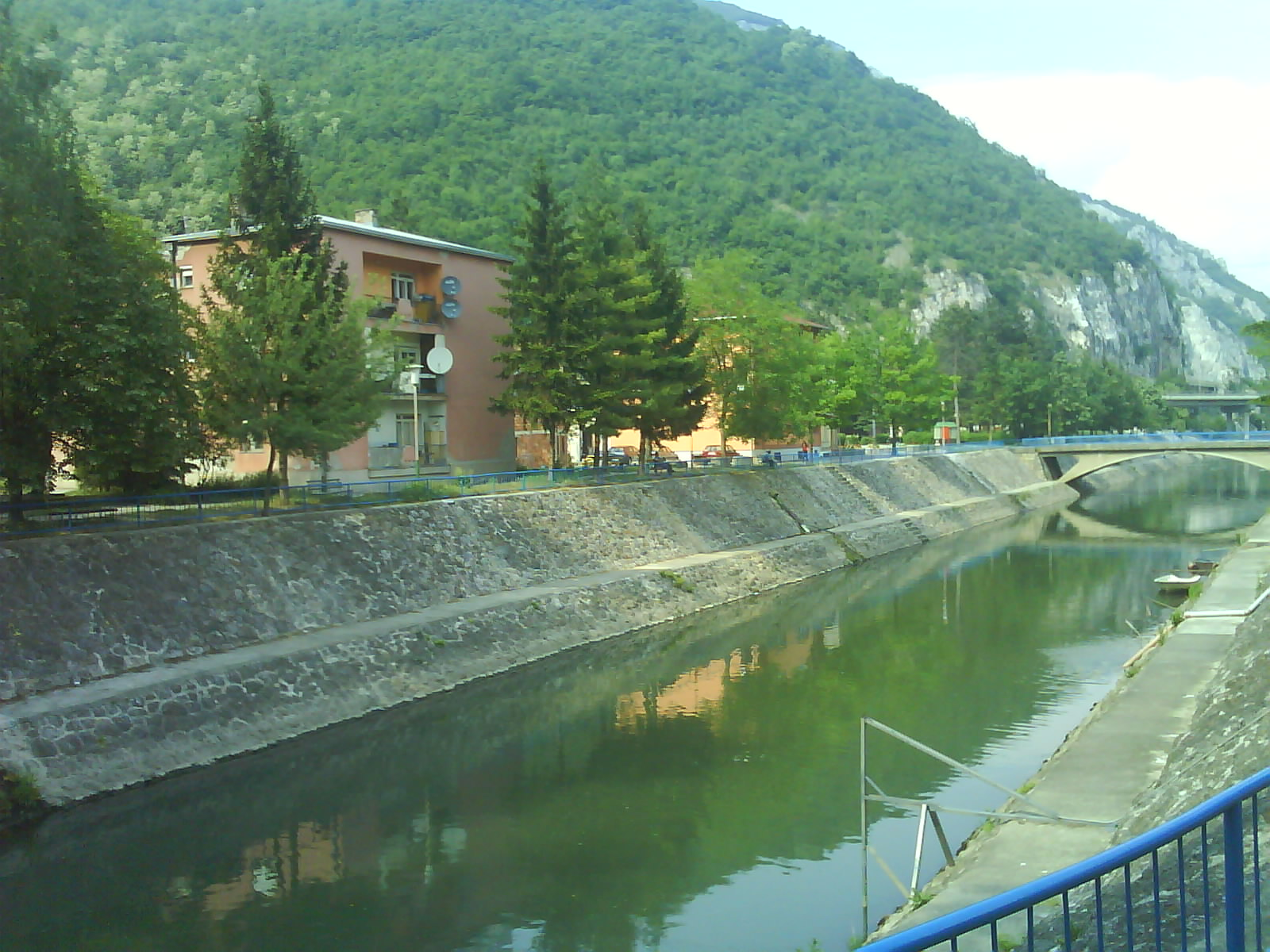
Ovčar Banja

La ville constitue une zone importante pour le thermalisme. La station d'Ovčar Banja, située à 18 km de Čačak, possède des eaux à une température comprise entre 36 et 38 °C, avec un pH de 7 et un taux de minéralisation de 0,66 milligramme par litre. On y soigne les maladies rhumatismales, les rhumatismes dégénératifs, la spondylarthrite ankylosante, l'arthrose, mais aussi les maladies du système nerveux. Ovčar Banja était déjà connue pendant la période turque de l'histoire de la Serbie ; le village est notamment mentionné par le voyageur ottoman Evliya Çelebi au XVIIe siècle. Deux autres stations thermales sont situées à proximité de la cité. Celle de Gornja Trepča est située sur les pentes du mont Vujan ; ses eaux, dont la température est comprise entre 26 °C et 30,5 °C, riches en calcium, en magnésium, en sodium, en potassium, en sulfate et en chlore, avec une présence de minéraux variés comme le plomb, le cuivre, le chrome, le radon et le radium, ont la réputation de soigner les maladies rhumatismales, les troubles neuropsychiatriques, les troubles gastro-intestinaux et les maladies vasculaires périphériques ; l'ensemble de ces soins, ainsi que d'autres pour la sclérose en plaques, sont gérés par le centre Atomska Banja. La station de Slatinska banja, située dans le village de Slatina, à 17 km de Čačak, sur les pentes du mont Jelaca, avec des eaux riches en potassium, en lithium, en rubidium, en strontium, en césium, en baryum et en phosphore, sont réputées dans le traitement des maladies de la peau et les rhumatismes,.

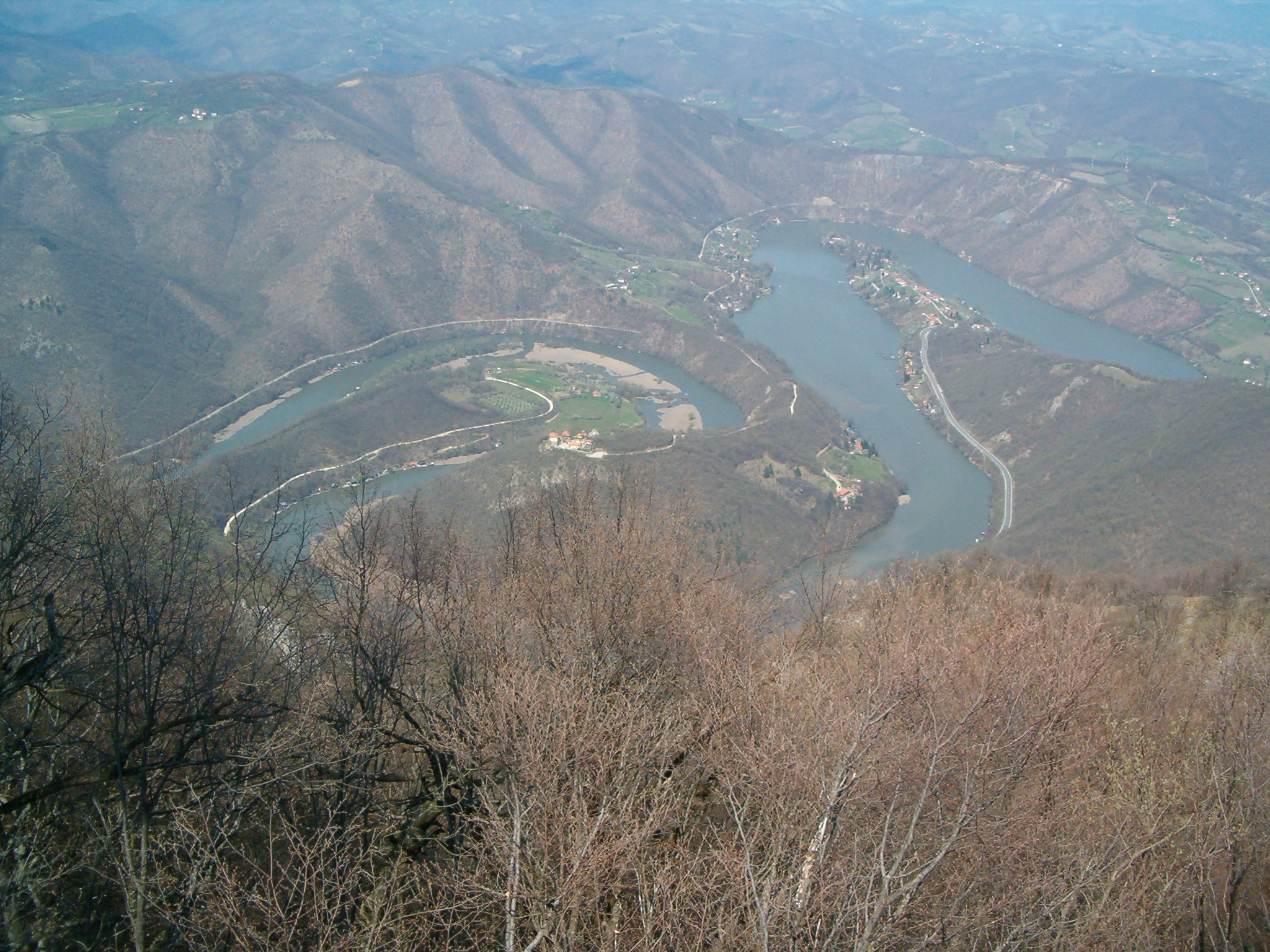
La gorge d'Ovčar-Kablar

La gorge d'Ovčar-Kablar traversée par la Zapadna Morava, constitue l'une des attractions touristiques les plus importants de la région ; située dans une région très boisée, elle est entourée par les monts Ovčar (985 m) et Kablar (889 m) et est traversée par la Zapadna Morava, la « Morava de l'ouest », qui y forme des méandres accusés. En plus de leurs atouts naturels, ces deux montagnes portent parfois le surnom de Mont Athos serbe, en raison du nombre de monastères orthodoxes qui s'y trouvent. Certains de ces monastères sont classés sur la liste des monuments culturels de Serbie. Le monastère Saint-Nicolas, situé sur le mont Kablar sur le territoire de Rošci, remonte au XVe siècle ; son église, l'une des plus anciennes de la région, conserve des fresques dont un cycle de la Passion du Christ, et le monastère lui-même abrite une collection de manuscrits. Le monastère de la Sainte-Trinité, au hameau de Dučalovići, a été construit au XVIe siècle,. Le monastère de la Présentation-du-Christ-au-Temple de Dučalovići date lui aussi du XVIe siècle, avec d'importantes réfections effectuées en 1818 ; son église est la seule à posséder une iconostase et, parmi les trésors du monastère, figurent des fonts baptismaux du XVIIe siècle et une collection de manuscrits. Le monastère de l'Annonciation, situé sur le mont Kablar à 2 km d'Ovčar Banja, date du début du XVIIe siècle,. Parmi les nombreux autres monastères du secteur, on peut citer ceux de Saint-Élie, de la Dormition-de-la-Mère-de-Dieu (en serbe : Manastir Uspenjie), de Saint-Jean-Baptiste, de la Présentation-de-la-Mère-de-Dieu-au-Temple (Manastir Vavedenje), de la Transfiguration (Manastir Preobraženje), de l'Ascension (Manastir Vaznesenje). La gorge d'Ovčar-Kablar abrite aussi deux églises intéressantes. L'église Saint Sava a été construite en 1938, près d'une source qui constitue une curiosité naturelle : l'eau jaillit en permanence des rochers mais reste dans un bassin sans en déborder, quelle que soit la quantité d'eau déversée ; pour cette raison, la population la considère comme miraculeuse. L'église troglodyte de Kađenica, la « caverne enfumée », doit son surnom à un épisode de la lutte entre les Serbes et des Ottomans ; au moment de la révolte de Hadži Prodan, des rebelles y trouvèrent refuge mais les Turcs trouvèrent leur cachette et, à l'aide de paille et de bois, réussirent à y mettre le feu, étouffant ceux qui se trouvaient à l'intérieur. Ce qui restait des morts fut recueilli en 1940 et placé dans deux sarcophages de pierre.
Sur le territoire de la ville se trouvent encore d'autres monastères. Le monastère de Vujan, dans son état actuel, avec son église dédiée au saint Archange Michel est situé sur le territoire du village de Prislonica et remonte à 1805 ; dans l'église du monastère est conservée une icône datée de 1808 représentant l'Archange. Le monastère de Stjenik se trouve sur le territoire du village de Banjica.
Čačak intra muros, en plus de ses institutions et manifestations culturelles, possède aussi, parmi ses atouts touristiques, quelques monuments classés, comme le konak de Jovan Obrenović, construit en 1835 dans un style balkanique et qui abrite aujourd'hui les collections du Musée national de la ville, le bâtiment de l'Administration du district, construit en 1875, de style néoclassique, avec des réminiscences de style balkanique ou le Temple de l'Ascension-du-Christ, dont l'origine remonte au XIIe siècle,. Près de la ville, on peut encore visiter la cave à vin d'Atenica, une construction en pierres et en bois datant de 1866, Maison Lužanin à Miokovci, construite en 1856 dans un style balkanique et l'église Saint-Nicolas de Ježevica, qui remonte au XVIIe siècle,.

## Médias
L'hebdomadaire local d'information La Voix de Čačak (en serbe : Čačanski glas) est publié depuis 1932, ce qui en fait un des plus anciens de Serbie,.
Radio Čačak a commencé à émettre le 29 novembre 1966 au sein du groupe médiatique de l'hebdomadaire Čačanski glas ; depuis 2006, la station de radio est devenue une entité indépendante. Radio Dženarika couvre également le secteur de la ville, ainsi que les secteurs de Gornji Milanovac, Ivanjica, Lučani et Guča. On peut encore citer Ozone Radio, créée en 1996, ou Star FM. Parmi les chaînes de télévision, on peut citer Moja TV, qui diffuse principalement des émissions de divertissement, des films et des séries, ou TV Galaksija 32.

## Transports
Sur le plan routier, Čačak se trouve sur la future autoroute serbe A5 (route européenne E761), qui, vers l'ouest la relie à Užice (en Serbie) d'où l'on peut bifurquer vers le sud vers le Monténégro, puis à Sarajevo et, au-delà, à Bihać (en Bosnie-Herzégovine) ; vers l'est, la route se dirige vers Kragujevac, Kraljevo, Kruševac et Zaječar et à l'est de la ville, au niveau de Preljina, on peut rejoindre l'Ibarska magistrala, la route de l'Ibar et l'autoroute serbe A2 (route européenne E763), qui, vers le nord, conduit à Belgrade et, vers le sud, à Novi Pazar.
Čačak est située sur la ligne de chemin de fer qui relie Belgrade à Niš et, au-delà à Sofia en Bulgarie, ainsi que sur la ligne ferroviaire Belgrade-Bar et sur la ligne Kraljevo-Čačak-Požega.
L'aéroport régional de la Morava, situé à 16 km de Čačak, essentiellement militaire, devrait être ouvert à l'aviation civile ; l'aéroport d'Užice-Ponikve est situé à 80 km de la ville et l'aéroport international Nikola Tesla de Belgrade à 160 km.

## Personnalités
De nombreuses personnalités sont liées à Čačak, qu'elles y soient nées ou qu'elles y aient vécu.

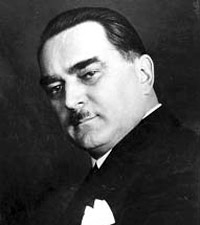
Milan Stojadinović

Quelques personnages historiques sont associées à la région ou la ville. Au XIIe siècle, le prince serbe Stracimir Zavidović, frère de Stefan Nemanja, a régné sur la Dioclée et a contrôlé pendant quelque temps la région de l'actuelle ville de Čačak. Au XIXe siècle, Jovan Obrenović (1787-1850), le frère du prince Miloš Obrenović, a vécu dans la ville où il a construit un konak qui subsiste encore aujourd'hui. Lazar Mutap, un des chefs du premier soulèvement et du second soulèvement serbe contre les Ottomans est né à Prislonica. Hadži Prodan Gligorijević (1760-1825), né à Nevade près de Takovo, a été le chef de la révolte de Hadži Prodan qui lui doit son nom et dont le centre fut le village de Trnava près de Čačak. Le voïvode Stepa Stepanović (1856-1929), général de la Première Guerre mondiale, est mort à Čačak. Dragutin Gavrilović (1882-1945), un officier des deux guerres mondiales du XXe siècle, est né dans la cité.

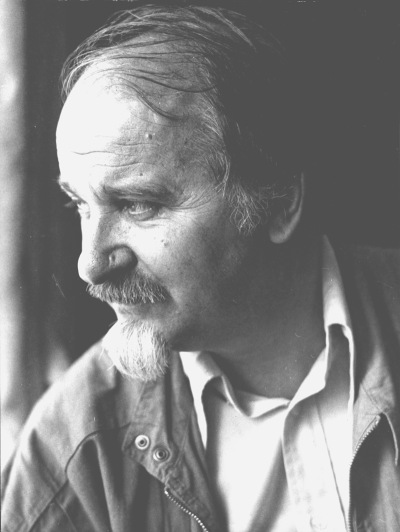
Predrag Koraksić Corax

Parmi les hommes politiques, on peut citer Filip Filipović (1878-1938), qui fut l'un des fondateurs du Parti communiste de Yougoslavie, dont il fut le premier secrétaire, Milan Stojadinović (1888-1961), qui est né dans la ville et qui fut aussi un économiste, ou Miloš Minić (1914-2003), né à Preljina, qui fut un dirigeant communiste. Vladan Vasilijević, considéré comme un spécialiste du droit pénal dans les années 1980, fut un des membres fondateurs du Parti démocratique, qu'il quitta ensuite pour adhérer au Parti libéral de Serbie de Kosta Čavoški et Nikola Milošević. Plus récemment, Velimir Ilić, né en 1951, est le président du parti Nouvelle Serbie et Slobodan Gavrilović, né en 1953 à Prijevor, est un membre éminent du Parti démocratique de l'ex-président Boris Tadić. L'actuel patriarche de l'Église orthodoxe serbe, Irénée de Niš, est né à Vidova près de Čačak en 1930.
Parmi tous les artistes liés à Čačak, il convient de citer la femme peintre Nadežda Petrović, qui y est née en 1873 et dont les œuvres sont représentées dans les institutions culturelles de la ville. Le caricaturiste Predrag Koraksić Corax est né à Čačak en 1933. Milovan De Stil Marković, un artiste créant dans les arts visuels est également né dans la ville en 1957. Čačak est également la ville de Bogić Risimović et de l'architecte Mihajlo Mitrović, né en 1921 et qui, entre autres, a dessiné les tours Genex de Belgrade. La littérature à Čačak est marquée par les personnalités de l'écrivain et dramaturge Dragoslav Andrić (1923-2005), et, plus récemment, de Vladan Matijević (né en 1962). Le poète Vladislav Petković Dis (1880-1917), est né à Zablaće et Branko V. Radičević (1925-2001) est né dans la ville. L'éditeur Kosta Novaković (1886-1939) est également originaire de la ville.

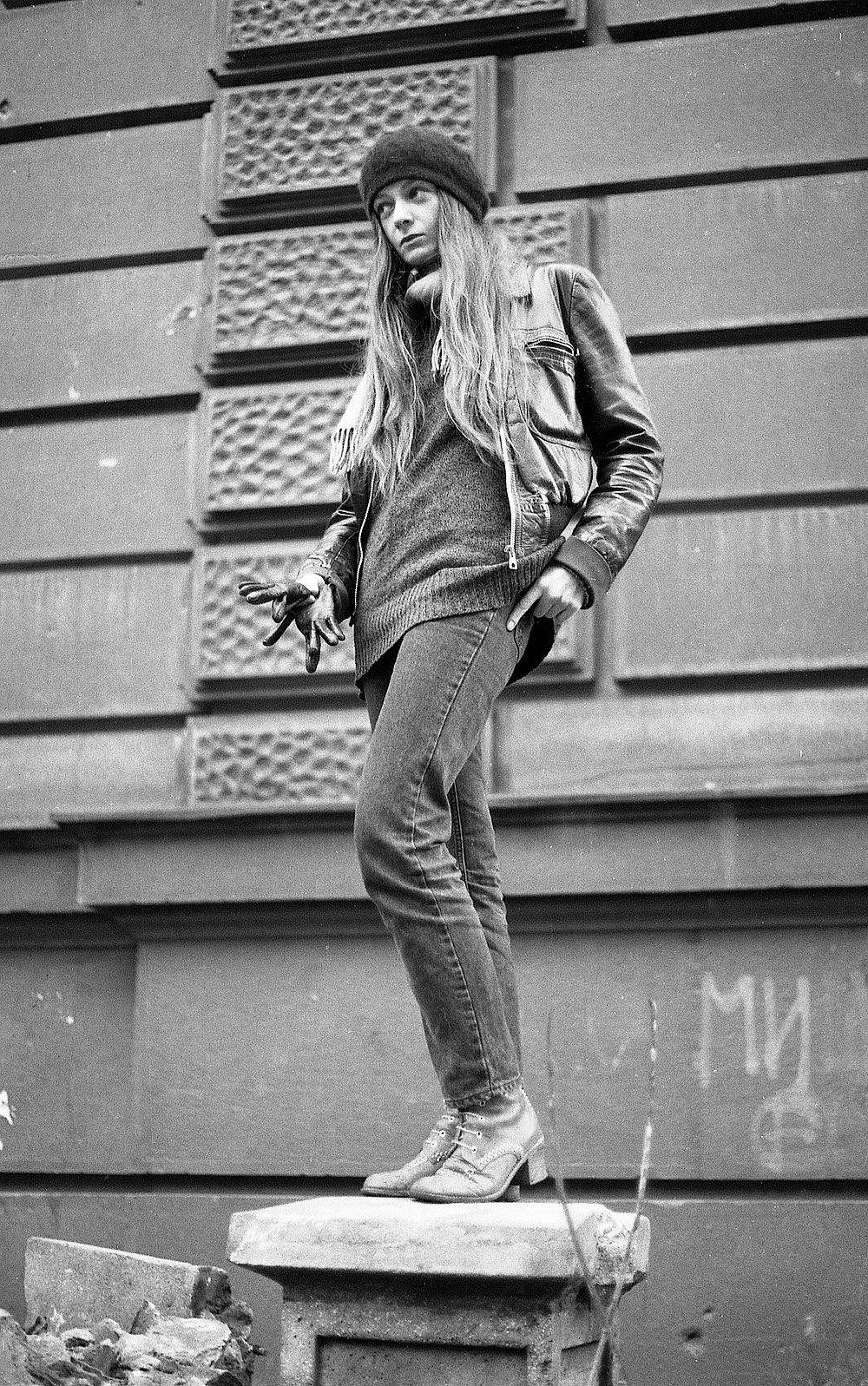
Sonja Savić

Le réalisateur et scénariste Mladomir Puriša Đorđević, né en 1924, a dirigé plus de 60 films depuis 1947. Parmi les acteurs et actrices, on peut citer Desanka Dugalić-Nedeljković (1897-1972), Miodrag Radovanović (né en 1929), Dragomir Čumić, Sonja Savić (1961-2008), morte d'une overdose et Tatjana Pujin (née en 1966). Dans le domaine de la musique rock, on peut citer le musicien Bora Đorđević, né en 1952, et le guitariste Radomir Mihailović Točak. La musique folklorique est représentée dans la ville par le chanteur Miroslav Ilić, né en 1950 à Mrčajevci et par les chanteuses Vera Matović et Mica Trofrtaljka.
Le monde du sport est largement représenté. Pour le basket-ball, on peut citer Dragan Kićanović (né en 1954), Željko Obradović (né en 1960), Radisav Ćurčić (né en 1965), Vlada Jovanović (né en 1973), Radmilo Mišović, Marko Marinović (né en 1983) et Uroš Tripković (né en 1986). Le monde du football est représenté par des sportifs comme par Radojko Avramović (né en 1949) ou Milovan Rajevac (né en 1954), qui ont joué pour le FK Borac Čačak. Ivica Dragutinović, né en 1975 à Prijepolje, a lui aussi joué pour le FK Borac. Milan Jovanovic est né en 1981 à Čačak. Parmi les autres footballeurs liés à la ville, on peut citer Boban Dmitrović, Marko Lomić, Darko Lazović, Ivan Stevanović ou Zoran Kostić.

## Coopération internationale
- Katerini (Grèce)[108]
- Turčianske Teplice (Slovaquie)
- Brezno (Slovaquie)[108]
- Filippoi (Grèce)
- Han Pijesak (Bosnie-Herzégovine)
- Bratunac (Bosnie-Herzégovine)[108]
- Valašské Meziříčí (Tchéquie)[108]
- Thonon-les-Bains (France)[108] en 1968